# Grevillea lanigera
Grevillea lanigera är en tvåhjärtbladig växtart som beskrevs av Allan Cunningham och Robert Brown. Grevillea lanigera ingår i släktet Grevillea och familjen Proteaceae. Inga underarter finns listade i Catalogue of Life.